# Rohrenfels
Rohrenfels – miejscowość i gmina w Niemczech, w kraju związkowym Bawaria, w rejencji Górna Bawaria, w regionie Ingolstadt, w powiecie  Neuburg-Schrobenhausen, wchodzi w skład wspólnoty administracyjnej Neuburg an der Donau. Leży około 5 km na południe od miasta Neuburg an der Donau.

## Dzielnice
W skład gminy wchodzą dwie  dzielnice:
- Ballersdorf
- Rohrenfels

## Demografia
| Rok  | Liczba mieszk. |
| ---- | -------------- |
| 1970 | 984            |
| 1987 | 1 057          |
| 2000 | 1 373          |
| 2005 | 1 509          |

### Struktura wiekowa
Dane o ludności z 31 grudnia 2008:
| Opis                                | Ogółem | Ogółem | Kobiety | Kobiety | Mężczyźni | Mężczyźni |
| ----------------------------------- | ------ | ------ | ------- | ------- | --------- | --------- |
| Jednostka                           | osób   | %      | osób    | %       | osób      | %         |
| Populacja                           | 1505   | 100    | 742     | 49,3    | 763       | 50,7      |
| Wiek przedprodukcyjny (0–17 lat)    | 360    | 23,92  | 177     | 11,76   | 183       | 12,16     |
| Wiek produkcyjny (18–65 lat)        | 951    | 63,19  | 460     | 30,56   | 491       | 32,62     |
| Wiek poprodukcyjny (powyżej 65 lat) | 194    | 12,89  | 105     | 6,98    | 89        | 5,91      |

## Polityka
Wójtem gminy jest Karin Schäfer z DG, rada gminy składa się z 12 osób.
|      | CSU | DG | FWGWB | Razem |
| 2008 | 3   | 5  | 4     | 12    |
| 2002 | 3   | 4  | 5     | 12    |

## Oświata
W gminie znajduje się przedszkole (50 miejsc).